# Jürgen Westphalen (Volkswirt)
Jürgen Westphalen (* 5. März 1930 in Flensburg) ist ein deutscher Volkswirt und Autor.

## Leben
Westphalen promovierte zum Doktor der Volkswirtschaftslehre an der Rheinisch-Westfälischen Technischen Hochschule Aachen. Er arbeitete an der Deutsch-Bolivianischen Industrie- und Handelskammer in La Paz in Bolivien, wurde Geschäftsführer der Deutschen Ibero-Amerika Stiftung in Hamburg und 1971 Leiter der Volkswirtschaftlichen Abteilung der Deutsch-Südamerikanischen Bank AG in Hamburg. Er war auch Vorsitzender des Beirats des Lateinamerika-Zentrums der Universität Münster.
Westphalen veröffentlichte mehrere Schriften zur Lateinamerikanischen Volkswirtschaft.

## Veröffentlichungen (Auswahl)
- Die Erdölindustrie in Bolivien und ihre wachsende Bedeutung für die bolivianische Volkswirtschaft. Opladen, Köln 1963.
- Bevölkerungsexplosion und Wirtschaftsentwicklung in Lateinamerika. In: Schriftenreihe des Instituts für Iberoamerika-Kunde. Band 7. Übersee-Verlag, Hamburg 1966.
- Neue Wege der Berufsausbildung in Lateinamerika. Übersee-Verlag, Hamburg 1969.
- Wirtschaftspartner Lateinamerika. Ibero-Amerika-Verein e. V., Hamburg 1971.
- Wohin steuert Lateinamerika? Ein Kontinent zwischen Revolution und Evolution. Verband der Baden-Württembergischen Textilindustrie, Stuttgart 1973.
- Gegenwartsprobleme Lateinamerikas aus historischer Sicht. In: Zeitschrift für Lateinamerika. Ausgaben 35–43. Österreichisches Lateinamerika-Institut, Wien 1988, S. 69–84.
- Aktuelle Fragen der wirtschaftlichen Beziehungen mit Lateinamerika. In: Arbeitshefte des Lateinamerika-Zentrums. Nr. 4. Lateinamerika-Zentrum der Westfälischen Wilhelms-Universität, Münster 1992 (Vortrag im Rahmen des 2. Regionalwissenschaftlichen Kurses des Lateinamerika-Zentrums am 15. November 1991).
- Der zentralamerikanische gemeinsame Markt (MCCA=Mercado Común Centroamericano). In: Arbeitshefte des Lateinamerika-Zentrums. Nr. 31. Lateinamerika-Zentrum der Westfälischen Wilhelms-Universität, Münster 1996.